# Automatkarbin 24
Automatkarbin 24 (Ak 24), tidigare Självskyddsvapen 24 är en svensk version av den finska automatkarbinen Sako M23(en). Vapnet förväntas komma i bruk inom Försvarsmakten 2025 där det delvis kommer ersätta Automatkarbin 4, samt Automatkarbin 5.

## Historia
Sedan 2012 var det välkänt att Automatkarbin 5 och Automatkarbin 4 var i stort behov av ersättning. Som en del av den nordiska försvarsstrategin tecknade Finland och Sverige år 2021 ett avtal om informationsutbyte kring framtida upphandlingar av soldaters personliga materiel. Detta följdes upp genom ett arrangemang för en gemensam upphandling och ett genomförandedokument i december samma år. Således tecknade Försvarsmakten våren 2023 tillsammans med Finlands försvarsmakt, som också ville ersätta sina föråldrade vapen, ett kontrakt med vapentillverkaren SAKO. Automatkarbinen är, likt sina svenska föregångare, planerad att antas i flera versioner: Ak24A med en 292 millimeter lång pipa och Ak24B med en 368 millimeter lång pipa. Införandet av Ak24A har redan påbörjats under det sista halvåret av 2024 där vapnet placerats över fyra plutoner på tre regementen och en flygflottilj. Ak24B är planerad att införas under slutet av 2025.
Den svenska försvarsmaktens upplevelse av vapnet har varit positiv. Vapnets lätta vikt kontra dess föregångare, Ak5, dess balanserade utförande, samt övergripande goda ergonomi har varit uppskattad, vilket var ett primärt mål enligt FMV.
Försvarsmakten hade våren 2025 börjat använda Ak24, men vid övningar har en del vapnen haft ett fel som fördröjt avfyrning, varför försvaret tills felet är utrett stoppat all användning av vapnet. 
Den 13 mars 2025 förbjöds det nyintroducerade skjutvapnet tillfälligt att användas efter att utbildningsinstruktörer rapporterade en fördröjning efter att avtryckaren trycktes in, vilket väckte allvarliga säkerhets- och användbarhetsproblem. En undersökning av problemet började och var enligt uppgift kopplad till de serieproducerade enheterna, eftersom de initiala experimentversionerna inte uppvisade samma problem. Förbudet kommer att gälla tills den exakta orsaken till problemet har identifierats och alla levererade enheter har genomgått individuella inspektioner. Till dess kommer Ak 4 och Ak 5 återigen att fungera som primärvapen för Försvarsmakten.

## Användare

### Nuvarande användare
Sverige (1 400 vapen levererade, 22 500 fler beställda).
Beställningar:
- April 2024, 15 000 vapen beställda av FMV[7]
- November 2024, ytterligare 8 900 vapen beställdes. En total order på 23 900 (planeras för leverans 2025).[8]

Leveranser:
- 200 försöksvapen levererade 2024.[9]
- Första produktionspartiet på 1 200 vapen levererades i oktober 2024 (ytterligare 7 300 levereras under året).[9]